# ブラウン郡 (カンザス州)
座標: 北緯39度48分 西経95度35分 / 北緯39.800度 西経95.583度
ブラウン郡（英: Brown County 標準略語：BR）は、アメリカ合衆国カンザス州の北東部に位置する郡である。2010年国勢調査での人口は9,984人であり、2000年の10,724人から6.9%減少した。郡庁所在地はハイアワサ市（人口3,172人）であり、同郡で人口最大の都市でもある。郡内にはキカプー・インディアン居留地、サック・アンド・フォックス・インディアン居留地の大半、アイオワ・インディアン居留地の大半が入っている。

## 歴史
ブラウン郡は1855年に設立され、
郡名はアルバート・G・ブラウンに因んで名付けられた。

## 法と政府
1986年にカンザス州憲法が修正されたが、ブラウン郡は2000年までアルコールを禁じる、すなわち「ドライ」の郡のままだった。この年、住民は投票で個人が嗜むアルコール飲料の販売を承認した。食料販売量に対する制限は付かなかった。

## 地理
アメリカ合衆国国勢調査局に拠れば、郡域全面積は572.106平方マイル (1,481.7 km2)であり、このうち陸地は570.872平方マイル (1,478.6  km2)、水域は1.234平方マイル (3.2 km2)で水域率は0.22%である。ウルフ川が水源になっている。元は「ブラウン郡州立公園」と呼ばれていたブラウン州立釣り湖が郡内ハイアワサ市の東8マイル (13 km) にある。

### 主要高規格道路
出典:  National Atlas, アメリカ合衆国国勢調査局
- アメリカ国道36号線、東西方向
- アメリカ国道73号線
- アメリカ国道75号線
- アメリカ国道159号線
- カンザス州道20号線
- カンザス州道246号線

### 隣接する郡
- リチャードソン郡 (ネブラスカ州) - 北、北西
- ホルト郡 (ミズーリ州) - 北東
- ドニファン郡 - 東
- アッチソン郡 - 南東
- ジャクソン郡 - 南西
- ネマハ郡 - 西

## 人口動態

人口ピラミッド

以下は2000年の国勢調査による人口統計データである。
| 基礎データ - 人口: 10,724人 - 世帯数: 4,318 世帯 - 家族数: 2,949 家族 - 人口密度: 7人/km2（19人/mi2） - 住居数: 4,815軒 - 住居密度: 1軒/km2（4軒/mi2） 人種別人口構成 - 白人: 86.87% - アフリカン・アメリカン: 1.56% - ネイティブ・アメリカン: 8.82% - アジア人: 0.21% - 太平洋諸島系: 0.01% - その他の人種: 0.73% - 混血: 1.81% - ヒスパニック・ラテン系: 2.32% 年齢別人口構成 - 18歳未満: 26.4% - 18-24歳: 7.4% - 25-44歳: 24.0% - 45-64歳: 22.7% - 65歳以上: 19.5% - 年齢の中央値: 40歳 - 性比（女性100人あたり男性の人口） - 総人口: 93.8 - 18歳以上: 89.8 | 世帯と家族（対世帯数） - 18歳未満の子供がいる: 31.4% - 結婚・同居している夫婦: 55.8% - 未婚・離婚・死別女性が世帯主: 9.2% - 非家族世帯: 31.7% - 単身世帯: 28.8% - 65歳以上の老人1人暮らし: 15.7% - 平均構成人数 - 世帯: 2.44人 - 家族: 2.99人 収入と家計 - 収入の中央値 - 世帯: 31,971米ドル - 家族: 39,525米ドル - 性別 - 男性: 29,163米ドル - 女性: 19,829米ドル - 人口1人あたり収入: 15,163米ドル - 貧困線以下 - 対人口: 12.9% - 対家族数: 10.6% - 18歳未満: 16.4% - 65歳以上: 11.8% |

## 都市と町

### 法人化された都市
都市名の後の数字は2010年国勢調査での人口を示す。
- ハイアワサ, 3,172 - 郡庁所在地
- サベサ, 2,571、その小部分が郡内にあり、大部分は隣接するネマハ郡にある
- ホートン, 1,776
- エベレスト, 314
- フェアビュー, 271
- モリル, 277
- ロビンソン, 216
- リザーブ, 100
- ポウハタン, 91
- ウィリス, 69
- ハムリン, 53

### その他の町
- ベイカー
- フィデリティ
- マーシア
- パドニア

### 郡区
ブラウン郡は10の郡区に分けられている。ハイアワサ、ホートン、サベサの各都市は「政治的に独立」（英: governmentally independent) と見なされ、下記郡区の数字からは外されている。下表で「人口中心」は最大都市であり、特に大きな数字でなければ、郡区の人口に含まれるものである。
| 郡区 | FIPSコード | 人口中心     | 人口 | 人口密度 /km2 (/sq mi) | 陸地面積 km2 (sq mi) | 水域 km2 (sq mi) | 水域率(%) | 座標                                                              |
| --- | ---------- | ------------ | ---- | ---------------------- | -------------------- | ---------------- | --------- | ----------------------------------------------------------------- |
| ハムリン                                                                                                | 29725      |              | 344  | 3 (8)                  | 106 (41)             | 0 (0)            | 0.18%     | 北緯39度57分1秒 西経95度36分40秒 / 北緯39.95028度 西経95.61111度  |
| ハイアワサ                                                                                              | 31700      |              | 739  | 4 (12)                 | 164 (63)             | 0 (0)            | 0.18%     | 北緯39度50分25秒 西経95度31分59秒 / 北緯39.84028度 西経95.53306度 |
| アービング                                                                                              | 34500      |              | 311  | 2 (6)                  | 137 (53)             | 0 (0)            | 0.04%     | 北緯39度57分24秒 西経95度23分36秒 / 北緯39.95667度 西経95.39333度 |
| ミッション                                                                                              | 47200      |              | 645  | 3 (8)                  | 219 (84)             | 2 (1)            | 0.73%     | 北緯39度43分14秒 西経95度32分12秒 / 北緯39.72056度 西経95.53667度 |
| モリル                                                                                                  | 48325      | モリル       | 503  | 5 (12)                 | 105 (41)             | 0 (0)            | 0.24%     | 北緯39度56分23秒 西経95度43分20秒 / 北緯39.93972度 西経95.72222度 |
| パドニア                                                                                                | 54025      |              | 259  | 2 (6)                  | 107 (41)             | 0 (0)            | 0.14%     | 北緯39度57分2秒 西経95度31分4秒 / 北緯39.95056度 西経95.51778度   |
| ポウハタン                                                                                              | 57375      |              | 874  | 4 (10)                 | 232 (90)             | 0 (0)            | 0.06%     | 北緯39度43分49秒 西経95度41分59秒 / 北緯39.73028度 西経95.69972度 |
| ロビンソン                                                                                              | 60350      | ロビンソン   | 452  | 4 (10)                 | 116 (45)             | 0 (0)            | 0.25%     | 北緯39度48分29秒 西経95度23分49秒 / 北緯39.80806度 西経95.39694度 |
| ウォルナット                                                                                            | 74875      | フェアビュー | 665  | 4 (11)                 | 161 (62)             | 1 (0)            | 0.46%     | 北緯39度50分53秒 西経95度42分27秒 / 北緯39.84806度 西経95.70750度 |
| ワシントン                                                                                              | 75525      | エベレスト   | 541  | 5 (12)                 | 116 (45)             | 0 (0)            | 0.17%     | 北緯39度41分43秒 西経95度24分41秒 / 北緯39.69528度 西経95.41139度 |
| Sources: “Census 2000 U.S. Gazetteer Files”. U.S. Census Bureau, Geography Division. 2012年4月1日閲覧。 |            |              |      |                        |                      |                  |           |                                                                   |

## 教育

### 統一教育学区
- ハイアワサ USD 415
- ブラウン郡 USD 430